# Cylicasta parallela
Cylicasta parallela är en skalbaggsart som först beskrevs av Julius Melzer 1934.  Cylicasta parallela ingår i släktet Cylicasta och familjen långhorningar. Inga underarter finns listade i Catalogue of Life.